# شميلان (دهسرد)
شمیلان (بالفارسية: شمیلان) هي قرية تقع في إيران في قسم دهسرد الريفي. يقدر عدد سكانها بـ 36 نسمة .